# 小行星6846
小行星6846（6846 Kansazan）是一颗围绕太阳公转的小行星。1976年10月22日，香西洋树、古川麒一郎在木曾町发现了此天体。
該小行星以日本江戶時代後期儒學家菅茶山命名。
这颗小行星的绝对星等为228.61438等。